# 彭仕國
，PC（1938年5月31日—2024年11月20日），英國工黨政治人物，前英國副首相，前下議院議員，代表東北英格蘭的東赫爾（Hull East）選區。他曾在1994年競選工黨黨魁，但位列第二，後來貝理雅在1997年大選勝出後，他遂自1997年至2007年任副首相，于2010年受封男爵而晋升上议院。

## 生平
1938年5月31日，普雷斯科特出生于威尔士的一个铁路工人家庭。1955年开始水手生涯，其后他曾在位于牛津的拉斯金学院学习政治和经济学，在赫尔大学学习经济学和经济史。1968年，他出任英国海员协会官员。1970年，他作为英国工党一员当选为英国下议院议员。